# NSU 5/25 PS
Der NSU 5/25 PS war ein kleiner PKW, den die Neckarsulmer Fahrzeugwerke Aktiengesellschaft in den Jahren 1925 bis 1928 bauten. Der 5/25 PS war der Nachfolger des erfolgreichen Kleinwagens 5/15 PS.
Der Motor war ein Vierzylinder-Reihenmotor mit einem Hubraum von 1307 cm³ (Bohrung × Hub = 68 × 90 mm), der 25 PS (18,4 kW) bei 2900/min leistete. Wie der Vorgänger hatte auch dieser Motor eine Magnetzündung. Die Erhöhung der Leistung von 15 PS auf 25 PS erreichte man durch eine geschicktere Anordnung der seitlich stehenden Ventile und eine bessere Brennraumform. Die Kurbelwelle war dreifach gelagert. Die Kraft wurde über eine Lederkonuskupplung, ein im Innenraum zu schaltendes Vierganggetriebe und eine Kardanwelle auf die Hinterräder übertragen. Der Radstand des Wagens betrug 2650 mm, seine Spurweite 1150 mm und sein Gewicht zwischen 880 und 980 kg, je nach Aufbau. Die Höchstgeschwindigkeit lag bei 70 km/h.
Der 5/25 PS war als Doppelphaeton oder Limousine erhältlich.
1926 wurde von der bisher üblichen Rechtslenkung auf Linkslenkung umgestellt, um der neuen Straßenverkehrszulassungsordnung Rechnung zu tragen. Der Schalthebel wurde von der rechten Außenseite in die Mitte des Wagens verlegt. Gleichzeitig verschwand der modische Spitzkühler und wurde durch einen Flachkühler abgelöst.
Bis 1928 wurde das Modell gebaut und verschwand dann ohne Nachfolger aus dem Programm.